# كاثرين غرينير (مؤرخة الفن)
كاثرين غرينير (بالفرنسية: Catherine Grenier)‏ هي مؤرخة الفن فرنسية، ولدت في 1960 في ليون في فرنسا.